# Nuoto ai XIX Giochi del Mediterraneo - 50 metri farfalla femminili
La gara dei 50 metri farfalla femminili ai XIX Giochi del Mediterraneo si è svolta il 2 luglio 2022. Al mattino si sono svolte le batterie, mentre la finale si è disputata nel pomeriggio.

## Podio
| Pos. | Atleta                | Nazione |
| ---- | --------------------- | ------- |
|      | Anna Ntountounaki     | Grecia  |
|      | Viola Scotto di Carlo | Italia  |
|      | Sonia Laquintana      | Italia  |

## Record
Prima della manifestazione il record del mondo (RM) e il record dei Giochi del Mediterraneo (RG) erano i seguenti.
|  | 24"43 | Sarah Sjöström | 5 luglio 2014 Borås      |
|  | 25"48 | Farida Osman   | 24 giugno 2018 Tarragona |

Durante la competizione non sono stati migliorati record.

## Risultati

### Batterie
| Pos. | Batteria | Corsia | Atleta                | Nazionalità          | Tempo | Note |
| ---- | -------- | ------ | --------------------- | -------------------- | ----- | ---- |
| 1    | 1        | 4      | Viola Scotto di Carlo | Italia               | 26"48 | Q    |
| 2    | 2        | 4      | Neža Klančar          | Slovenia             | 26"51 | Q    |
| 3    | 3        | 4      | Anna Ntountounaki     | Grecia               | 26"60 | Q    |
| 4    | 1        | 5      | Sonia Laquintana      | Italia               | 26"77 | Q    |
| 5    | 2        | 7      | Lana Pudar            | Bosnia ed Erzegovina | 26"78 | Q    |
| 6    | 3        | 5      | Ana Guedes            | Portogallo           | 26"96 | Q    |
| 7    | 3        | 3      | Emma Morel            | Francia              | 26"99 | Q    |
| 8    | 1        | 3      | Mariana Cunha         | Portogallo           | 27"20 | Q    |
| 9    | 2        | 5      | Lidón Muñoz           | Spagna               | 27"25 |      |
| 10   | 2        | 6      | Nina Stanisavljević   | Serbia               | 27"44 |      |
| 11   | 3        | 6      | Sezin Eligül          | Turchia              | 27"46 |      |
| 12   | 2        | 3      | Georgia Damasioti     | Grecia               | 27"55 |      |
| 13   | 1        | 6      | Amel Melih            | Algeria              | 27"59 |      |
| 14   | 1        | 2      | Kalia Antoniou        | Cipro                | 27"68 |      |
| 15   | 2        | 2      | Carla Hurtado         | Spagna               | 28"21 |      |
| 16   | 3        | 7      | Nesrine Medjahed      | Algeria              | 28"44 |      |
| 17   | 3        | 2      | Ecem Dönmez           | Turchia              | 29"47 |      |

### Finale
| Pos. | Corsia | Atleta                | Nazionalità          | Tempo | Note |
| ---- | ------ | --------------------- | -------------------- | ----- | ---- |
|      | 3      | Anna Ntountounaki     | Grecia               | 25"95 |      |
|      | 4      | Viola Scotto di Carlo | Italia               | 26"25 |      |
|      | 6      | Sonia Laquintana      | Italia               | 26"38 |      |
| 4    | 5      | Neža Klančar          | Slovenia             | 26"45 |      |
| 5    | 2      | Lana Pudar            | Bosnia ed Erzegovina | 26"77 |      |
| 6    | 7      | Ana Guedes            | Portogallo           | 26"96 |      |
| 7    | 8      | Mariana Cunha         | Portogallo           | 27"09 |      |
| 8    | 1      | Emma Morel            | Francia              | 27"50 |      |